# معدن قلعه
معدن قلعه، روستایی در دهستان کوه یخاب بخش کوه یخاب شهرستان عشق‌آباد در استان خراسان جنوبی ایران است.

## جمعیت
بر پایه سرشماری عمومی نفوس و مسکن در سال ۱۳۹۵، جمعیت این روستا برابر با ۳۳ نفر (۱۲ خانوار) بوده است.